# Львовский тайный украинский университет
Льво́вский та́йный украи́нский университе́т — самоназвание образовательных курсов по ряду гуманитарных дисциплин, проводимое на украинском языке преподавателями во Львове. Вместе с «тайной» Украинской Львовской политехникой они составляли так называемое «Украинское Высшее образование» (укр. Українські Високі Школи или У. В. Ш.) на территории Галичины — созданное как протестная альтернатива системе высшего образования.
УВШ была создана по инициативе Студенческого украинского союза (СУС), сформулированной в июле 1921 года для обеспечения бойкота польских высших учебных заведений в Галичине, провозглашённого СУС в апреле 1921. Составляющие УВШ формально прекратили своё существование с окончанием бойкота польских высших учебных заведений Галичины осенью 1925, хотя уже в 1924 они были фактически недееспособны.

## История появления
После польско-украинской войны и перехода Галиции под контроль Республики Польша новое государство стало формировать свою образовательную систему, которая в определённой мере ущемляла права национальных меньшинств Республики — в особенности это касалось регионов, где они были большинством населения. По данным польской статистики того времени во Львовском воеводстве проживало 44,6 % украинского населения. 27 сентября 1919 года представитель польского правительства Казимир Галецкий во Львове запретил преподавание во Львовском университете на украинском языке. 22 ноября 1919 года Львовский университет был переименован правительством Польши в честь короля Яна Казимира. Украинские преподаватели, отказавшиеся подписать декларацию лояльности польскому правительству, были уволены, а их кафедры закрыты.
Попытки получить официальное разрешение на университетское преподавание на украинском языке, предпринимаемые Научным Товариществом им. Петра Могилы, потерпели неудачу как в 1919, так и в 1921 годах. Так же неудачны были и аналогичные попытки Ставропигийского института. В то же время ещё с 1920 года неофициально действовали небольшие академические курсы различных направлений. В апреле 1921 года прошёл съезд Студенческого украинского союза (СУС), на котором было принято решение «до тех пор пока не восстановят права, существовавшие до 1 ноября 1918 года, украинская молодёжь не должна записываться в польские школы». Окончательное решение о бойкоте польских школ и тех украинских студентов, которые в них учатся, были приняты на съезде СУС, проходившем 1—3 июня 1921 года. На этом же съезде был создан Комитет Украинской Молодежи (КУМ) — возглавивший и объединивший националистические круги академической молодежи и ряда общественных и научных организации украинцев Галичины. КУМ был фактически одним из филиалов УВО.

## Структура
В «тайном университете» существовали такие «факультеты»: медицинский, философский, и юридический; в 1923 в систему также формально вошла львовская «школа рисования Олексы Новакивского» в качестве факультета искусства (на практике это вхождение было чисто номинальным).

## Руководство
За недолгое время существование ректорами «университета» были по очереди Василий Щурат, Марьян Панчишин и Евгений Давидяк, из них наибольшее время пробыл на этом посту M. И. Панчишин.

## Функционирование
Несмотря на заявленную «тайность» «университета», о его существовании было известно практически всем обывателям Львова, а сообщение о наборе студентов, начавшемся в октябре 1921, публиковала даже краковская ежедневная газета «Czas» В её же публикациях рассказывалось о проведенных арестах украинских студентов в декабре 1921 года, которые обучались в «тайном университете» и опечатывании полицией помещений, где проходило их обучение По воспоминаниям самих студентов деятельность польской полиции в отношении студентов имела скорее формальный характер «исполнения служебных обязанностей», нежели «полицейского преследования» — те немногие арестованные студенты быстро освобождались без каких-либо серьёзных последствий для них. Обучение проходило в зданиях принадлежавшим различным объединениям Галичины — Научному товариществу Шевченко (по ул. Чарнецкого), в помещениях «Просвіти», Народного дома, Ставропигийского института, Музыкального института им. Лысенко, школы на ул. Мохнацкого, здания «Докторского товарищества» и др. Студенческая столовая «университета» размещалась в Академическом доме.
При первой возможности студенты покидали «тайный университет» и выезжали для обучения в учебные заведения ближайших Чехословакии (преимущественно Пражский университет) и Австрии (прежде всего университет в Граце), в ряде которых, по заверениям бывших студентов, им признавали семестры обучения в «тайном университете» — благо обучались они по учебникам на немецком языке (в частности, медики). Первые студенты отбыли для дальнейшего обучения в Чехию и Австрию уже летом 1922. В 1923, после признания западными государствами права Польши на Галичину, имело место ужесточение полицейского давления на деятельность УТУ, что в целом никак не отразилось на его деятельности. Фактически существование «тайного университета» подорвали сами его инициаторы — студенты, которые тайно записывались в другие польские университеты вне Львова и дети богатых и известных украинцев, считающих обучение в «тайном университете» бесполезной тратой времени и предпочитавших заграничные высшие учебные заведения. К 1924 году идеологически мотивированная идея «украинского тайного университета» фактически потерпела крах, столкнувшись помимо нараставшей в украинской среде апатии и с финансовыми трудностями (студенты платили по 20 злотых за семестр). К зимней сессии 1924/1925 годов большинство студентов выехало за границу и «университет» формально просуществовал до осени 1925 года, когда был формально снят бойкот польских учебных заведений. Бывшие студенты частью разъехались за границу, частью поступили в польские университеты, где продолжили своё обучение.

## Оценки и исторические версии
В работах ряда львовских историков (публикации начала в 90-х годов XX века) и в изданиях украинской диаспоры можно встретить информацию о том, что университет был основан по инициативе Научного общества им. Шевченко как реакция на действия властей новосозданного польского государства по закрытию украинских кафедр во Львовском университете Яна Казимира и запрету обучения в нем для студентов украинской национальности. Запрет на обучение украинцев в университете и Львовской политехнике был вызван тем, что студенты обязаны были служить в польской армии, а украинцев подозревали в политической неблагонадёжности. По версии тех же источников университет был закрыт исключительно из-за действий польской власти. В ряде работ можно встретить упоминание влияния numerus clausus (национальные квоты на обучение в ВУЗах, введенные в Польше официально в 1937 году) на его появление.

## Внешние Ссылки
- В. Качмар, Львівський (таємний) український університет
- В. М. Качмар, Проблема українського університету у Львові в кінці XIX—на початку XX ст.: суспільство — політичний аспект
- Медичний факультет українського тайного університету у Львовi в роках 1920−1925